# Borne Kirke
Borne Kirke er en kirke, der ligger i Borne i det sydøstlige Angel i Sydslesvig i den nordtyske delstat Slesvig-Holsten. Kirken er sognekirke i Borne Sogn.
Kirken er opført i 1200-tallet i romansk stil af mursten. Kirken er centralt beliggende i Slis Herred. Pladsen foran kirken omtales som tingplads og her skal tidligere have herredstinget været holdt. I 1557 blev ti formodede hekse brændt her. Kirken var i middelalderen viet til Jomfru Maria. Den har hverken tårn eller klokke. Op til 1785 havde Lindå gods patronatsretten over kirken. Det sengotiske våbenhus ved nordportalen kom omkring 1500 til. Interiøret består bl.a. af en grantidøbefont fra opførelsestiden. Døbefontens skål er fra 1670. Det sengotiske triumfkors er fra 1400-tallet. Prædikestolen med akanthusornamenter og lydhimmel er fra 1710. Stolen er forsynet med fire timeglas for at sikre at præstens prædiken ikke varede mere end en time. Bordalteret er fra 1941. Alterbordsforsiden (antemensale) viser evangelistsymbolerne og et krucifiks. Fattigbøssen (kirkeblok) til indsamling af almisser er fra 1741. Det nuværende orgel er fra 1997/1998. I 1938 blev som led i en re-romanisering det barokke pulpitur revet ned og det oprindelige bjælkeloft frilagt igen. De små vinduer og fordybninger fra den romanske periode blev igen åbnet. Vinduer og korbuen er smykket med rankeornamenter. Den fritstående Klokkestabel (klokkehus) af træ er fra 1693.

## Billeder
- Klokkestabel
- Døbefonten
- Vinduet med Jomfru Maria
- Våbenhus